# Emmy do Primetime de melhor roteiro em série de comédia
O Emmy do Primetime de melhor roteiro em série de comédia é um dos prêmios entregues pela Academia de Artes & Ciências Televisivas como parte do Primetime Emmy Award pelas exelências em televisão.

## Vencedores e indicados

### Década de 1950
| Ano                    | Série                                   | Episódio | Roteirista(s) |
| ---------------------- | --------------------------------------- | --- | ------------- |
| 1955                   |                                         | |               |
| The George Gobel Show  | –                                       | James B. Allardice Jack Douglas Hal Kanter Harry Winkler                                                                   |               |
| The Honeymooners       | —                                       | Jackie Gleason |               |
| I Love Lucy            | —                                       | Bob Carroll, Jr. Jess Oppenheimer Madelyn Pugh                                                                             |               |
| Make Room for Daddy    | —                                       | Danny Thomas |               |
| Mister Peepers         | —                                       | James Fritzell Everett Greenbaum                                                                                           |               |
| The Jack Benny Program | —                                       | George Balber Milt Josefsberg Sam Perrin John Tackaberry                                                                   |               |
| 1956                   |                                         | |               |
| The Phil Silvers Show  | –                                       | Arnold M. Auerbach Barry Blitzer Vincent Bogert Nat Hiken Coleman Jacoby Harvey Orkin Arnold Rosen Terry Ryan Tony Webster |               |
| Caesar's Hour          | —                                       | Mel Brooks Selma Diamond Larry Gelbart Sheldon Keller                                                                      |               |
| The Jack Benny Program | —                                       | George Balzer Hal Goldman Al Gordon Sam Perrin                                                                             |               |
| I Love Lucy            | —                                       | Bob Carroll, Jr. Jess Oppenheimer Madelyn Pugh Bob Schiller Bob Weiskopf                                                   |               |
| The George Gabel Show  | —                                       | Everett Greenbaum Hal Kanter Howard Leeds Harry Winkler                                                                    |               |
| 1958                   |                                         | |               |
| The Phil Silvers Show  | –                                       | Billy Friedberg Nat Hiken Coleman Jacoby Arnold Rosen A. J. Russell Terry Ryan Phil Sharp Tony Webster Sidney Zelinka      |               |
| Father Knows Best      | —                                       | Roswell Rogers Paul West                                                                                                   |               |
| Caesar's Hour          | —                                       | Gary Belkin Mel Brooks Larry Gelbart Sheldon Keller Neil Simon Mike Stewart Mel Tolkin                                     |               |
| The Jack Benny Show    | —                                       | George Balzer Hal Goldman Al Gordon Sam Perrin                                                                             |               |
| The Ernie Kovacs Show  | —                                       | Ernie Kovacs |               |
| 1959                   |                                         | |               |
| The Jack Benny Show    | –                                       | George Balzer Hal Goldman Al Gordon Sam Perrin                                                                             |               |
| Father Knows Best      | "Medal for Margaret"                    | Roswell Rogers |               |
| The Bob Cummings Show  | "Grandpa Clobbers the Air Force"        | Paul Henning Dick Wesson                                                                                                   |               |
| The Real McCoys        | "Once There Was a Traveling Saleswoman" | Bill Manhoff |               |
| The Phil Silvers Show  | "Bilko's Vampire"                       | Billy Friedberg Coleman Jacoby Arnie Rosen                                                                                 |               |

### Década de 1960
| Ano                       | Série                            | Episódio | Roteirista(s) |
| ------------------------- | -------------------------------- | --- | ------------- |
| 1960                      |                                  | |               |
| The Jack Benny Program    | –                                | George Balzer Hal Goldman Al Gordon Sam Perrin |               |
| Father Knows Best         | —                                | Dorothy Cooper Roswell Rogers |               |
| Ballad of Louie the Louse | —                                | Nat Hiken |               |
| 1961                      |                                  | |               |
| The Red Skelton Show      | –                                | Dave O'Brien Martin Ragaway Sherwood Schwartz Al Schwartz Red Skelton                                                                                 |               |
| Hennesey                  | —                                | Richard Baer |               |
| The Danny Thomas Show     | —                                | Jack Elinson Charles Stewart |               |
| 1962                      |                                  | |               |
| The Dick Van Dyke Show    | –                                | Carl Reiner |               |
| The Bob Newhart Show      | —                                | Ernest Chambers Dean Hargrove Don Hinkley Robert Kaufman Roland Kibbee Norm Liebman Bob Newhart Milt Rosen Charles Sherman Larry Siegel Howard Snyder |               |
| The Red Skelton Show      | —                                | Dave O'Brien Arthur Phillips Martin Ragaway Al Schwartz Sherwood Schwartz Ed Simmons Red Skelton                                                      |               |
| Chun King Chow Mein Hour  | —                                | Stan Freberg |               |
| Car 54, Where Are You?    | —                                | Nat Hiken Terry Ryan Tony Webster |               |
| 1963                      |                                  | |               |
| The Dick Van Dyke Show    | –                                | Carl Reiner |               |
| The Red Skelton Show      | —                                | Mort Greene Bruce Howard Rick Mittleman Dave O'Brien Arthur Phillips Martin Ragaway Larry Rhine Ed Simmons Red Skelton Hugh Wedlock                   |               |
| Car 54, Where Are You?    | —                                | Nat Hiken |               |
| The Jack Benny Program    | —                                | George Balzer Hal Goldman Al Gordon Sam Perrin |               |
| The Beverly Hillbillies   | —                                | Paul Henning |               |
| 1966                      |                                  | |               |
| The Dick Van Dyke Show    | "Coast to Coast Big Mouth"       | Sam Denoff Bill Persky |               |
| Get Smart                 | "Mr. Big"                        | Mel Brooks Buck Henry |               |
| The Dick Van Dyke Show    | "The Ugliest Dog in the World"   | Sam Denoff Bill Persky |               |
| 1967                      |                                  | |               |
| Get Smart                 | "Ship of Spies, Parts I & II"    | Buck Henry Leonard Stern |               |
| I Dream of Jeannie        | —                                | Sidney Sheldon |               |
| Family Affair             | "Buffy"                          | Edmund Hartmann |               |
| 1968                      |                                  | |               |
| He & She                  | "The Coming Out Party"           | Allan Burns Chris Hayward |               |
| He & She                  | "The Old Man and the She"        | Leonard Stern Arne Sultan |               |
| That Girl                 | "The Mailman Cometh"             | Danny Arnold Ruth Brooks Flippen |               |
| The Lucy Show             | "Lucy Gets Jack Benny's Account" | Milt Josefsberg Ray Singer |               |

### Década de 1970
| Ano                       | Série                              | Episódio                                                                                       | Roteirista(s) |
| ------------------------- | ---------------------------------- | ---------------------------------------------------------------------------------------------- | ------------- |
| 1971                      |                                    |                                                                                                |               |
| The Mary Tyler Moore Show | "Support Your Local Mother"        | James L. Brooks Allan Burns                                                                    |               |
| Here's Lucy               | "Lucy Meets the Burtons"           | Bob Carroll, Jr. Madelyn Pugh                                                                  |               |
| All in the Family         | "Meet the Bunkers"                 | Norman Lear                                                                                    |               |
| All in the Family         | "Oh, My Aching Back"               | Stanley Ralph Ross                                                                             |               |
| 1972                      |                                    |                                                                                                |               |
| All in the Family         | "Edith's Problem"                  | Burt Styler                                                                                    |               |
| All in the Family         | "The Saga of Cousin Oscar"         | Norman Lear Burt Styler                                                                        |               |
| All in the Family         | "Mike's Problem"                   | Alan J. Levitt Phil Mishkin                                                                    |               |
| 1973                      |                                    |                                                                                                |               |
| All in the Family         | "The Bunkers and the Swingers"     | Lee Kalcheim Michael Ross Bernie West                                                          |               |
| The Mary Tyler Moore Show | "The Good-Time News"               | James L. Brooks Allan Burns                                                                    |               |
| M*A*S*H                   | "M*A*S*H"                          | Larry Gelbart                                                                                  |               |
| 1974                      |                                    |                                                                                                |               |
| The Mary Tyler Moore Show | "The Lou and Edie Story"           | Treva Silverman                                                                                |               |
| M*A*S*H                   | "The Trial of Henry Blake"         | McLean Stevenson                                                                               |               |
| M*A*S*H                   | "Hot Lips and Empty Arms"          | Linda Bloodworth-Thomason Mary Kay Place                                                       |               |
| 1975                      |                                    |                                                                                                |               |
| The Mary Tyler Moore Show | "Will Mary Richards Go to Jail?"   | Stan Daniels Ed. Weinberger                                                                    |               |
| Rhoda                     | "Rhoda's Wedding"                  | Norman Barasch James L. Brooks Allan Burns David Davis David Lloyd Carroll Moore Lorenzo Music |               |
| The Mary Tyler Moore Show | "Lou and That Woman"               | David Lloyd                                                                                    |               |
| 1976                      |                                    |                                                                                                |               |
| The Mary Tyler Moore Show | "Chuckles Bites the Dust"          | Daivd Lloyd                                                                                    |               |
| M*A*S*H                   | "Hawkeye"                          | Larry Gelbart Simon Muntner                                                                    |               |
| M*A*S*H                   | "The More I See You"               | Larry Gelbart Gene Reynolds                                                                    |               |
| Maude                     | "The Analyst"                      | Jay Folb                                                                                       |               |
| Barney Miller             | "The Hero"                         | Danny Arnold Chris Hayward                                                                     |               |
| 1977                      |                                    |                                                                                                |               |
| The Mary Tyler Moore Show | "The Last Show"                    | James L. Brooks Allan Burns Stan Daniels Bob Ellison David Lloyd Ed. Weinberger                |               |
| Barney Miller             | "Quarantine, Part II"              | Danny Arnold Tony Sheehan                                                                      |               |
| The Mary Tyler Moore Show | "Mary Midwife"                     | Daivd Lloyd                                                                                    |               |
| The Mary Tyler Moore Show | "Ted's Change of Heart"            | Earl Pomerantz                                                                                 |               |
| M*A*S*H                   | "Dear Sigmund"                     | Alan Alda                                                                                      |               |
| 1978                      |                                    |                                                                                                |               |
| All in the Family         | "Cousin Liz"                       | Harve Brosten (história) Barry Harman (história) Bob Schiller (roteiro) Bob Weiskopf (roteiro) |               |
| All in the Family         | "Edith’s 50th Birthday"            | Bob Schiller Bob Weiskopf                                                                      |               |
| All in the Family         | "Edith's Crisis of Faith, Part II" | Larry Rhine (roteiro) Erik Tarloff (história) Mel Tolkin (roteiro)                             |               |
| M*A*S*H                   | "Fallen Idol"                      | Alan Alda                                                                                      |               |

### Década de 1980
| Ano                               | Série                                                     | Episódio | Roteirista(s) |
| --------------------------------- | --------------------------------------------------------- | --- | ------------- |
| 1980                              |                                                           | |               |
| Barney Miller                     | "Photograph"                                              | R. J. Colleary |               |
| The Associates                    | "The First Day"                                           | Charlie Hauck (história) Michael J. Leeson (roteiro)                                                                                          |               |
| The Associates                    | "The Censors"                                             | Stan Daniels Ed. Weinberger |               |
| M*A*S*H                           | "Goodbye Radar, Part II"                                  | David Isaacs Ken Levine |               |
| Taxi                              | "Honor Thy Father"                                        | Glen Charles Les Charles |               |
| 1981                              |                                                           | |               |
| Taxi                              | "Tony's Sister and Jim"                                   | Michael J. Leeson |               |
| Taxi                              | "Elaine's Strange Triangle"                               | David Lloyd |               |
| Taxi                              | "Going Home"                                              | Glen Charles Les Charles |               |
| M*A*S*H                           | "Death Takes a Holiday"                                   | Mike Farrell (roteiro) Dennis Koenig (roteiro) Burt Metcalfe (história) Thad Mumford (história) John Rappaport (roteiro) Dan Wilcox (roteiro) |               |
| The Greatest American Hero        | "Pilot"                                                   | Stephen J. Cannell |               |
| 1982                              |                                                           | |               |
| Taxi                              | "Elegant Iggy"                                            | Ken Estin |               |
| Police Squad!                     | "A Substantial Gift (The Broken Promise)"                 | Jim Abrahams David Zucker Jerry Zucker |               |
| Taxi                              | "Jim the Psychic"                                         | Holly Holmberg Brooks (história) Barry Kemp (roteiro)                                                                                         |               |
| M*A*S*H                           | "Follies of the Living, Concerns of the Dead"             | Alan Alda |               |
| Barney Miller                     | "Landmark, Part III"                                      | Frank Dungan Tony Sheehan Jeff Stein |               |
| 1983                              |                                                           | |               |
| Cheers                            | "Give Me a Ring Sometime"                                 | Glen Charles Les Charles |               |
| Buffalo Bill                      | "Pilot"                                                   | Tom Patchett Jay Tarses |               |
| Cheers                            | "Diane's Perfect Date"                                    | David Lloyd |               |
| Cheers                            | "The Boys in the Bar"                                     | David Isaacs Ken Levine |               |
| Taxi                              | "Jim's Inheritance"                                       | Ken Estin |               |
| 1984                              |                                                           | |               |
| Cheers                            | "Old Flames"                                              | David Angell |               |
| Buffalo Bill                      | "Wilkinson's Sword"                                       | Tom Patchett |               |
| Buffalo Bill                      | "Jo-Jo's Problem, Part II"                                | Jay Tarses |               |
| Cheers                            | "Power Play"                                              | Glen Charles Les Charles |               |
| Cheers                            | "Homicidal Ham"                                           | David Lloyd |               |
| 1985                              |                                                           | |               |
| The Cosby Show                    | "Pilot"                                                   | Michael J. Leeson Ed. Weinberger |               |
| Cheers                            | "Rebound, Part II"                                        | Glen Charles Les Charles |               |
| Cheers                            | "Sam Turns the Other Cheek"                               | David Lloyd |               |
| Cheers                            | "I Call Your Name"                                        | Peter Casey David Lee |               |
| The Cosby Show                    | "Goodbye Mr. Fish"                                        | Earl Pomerantz |               |
| 1986                              |                                                           | |               |
| The Golden Girls                  | "A Little Romance"                                        | Barry Fanaro Mort Nathan |               |
| Family Ties                       | "The Real Thing, Part II"                                 | Michael J. Weithorn |               |
| The Cosby Show                    | "Theo's Holiday"                                          | Carmen Finestra John Markus Matt Williams |               |
| The Cosby Show                    | "Denise's Friend"                                         | John Markus |               |
| Cheers                            | "2 Good 2 Be 4 Real"                                      | Peter Casey David Lee |               |
| The Golden Girls                  | "Pilot"                                                   | Susan Harris |               |
| 1987                              |                                                           | |               |
| Family Ties                       | "'A', My Name Is Alex                                     | Gary David Goldberg Alan Uger |               |
| The Golden Girls                  | "Isn't It Romantic"                                       | Jeffrey Duteil |               |
| Cheers                            | "Abnormal Psychology"                                     | Janet Leahy |               |
| Newhart                           | "Co-Hostess Twinkie"                                      | David Mirkin |               |
| The Days and Nights of Molly Dodd | "Here's Why Cosmetics Should Come in Unbreakable Bottles" | Jay Tarses |               |
| 1988                              |                                                           | |               |
| Frank's Place                     | "The Bridge"                                              | Hugh Wilson |               |
| It's Garry Shandling's Show       | "It's Garry and Angelica's Show"                          | Tom Gammill Max Pross Sam Simon |               |
| It's Garry Shandling's Show       | "No Baby, No Show"                                        | Garry Shandling Alan Zweibel |               |
| The Wonder Years                  | "Pilot"                                                   | Carol Black Neal Marlens |               |
| Designing Women                   | "Killing All the Right People"                            | Linda Bloodworth-Thomason |               |
| Cheers                            | "Home Is the Sailor"                                      | Glen Charles Les Charles |               |
| 1989                              |                                                           | |               |
| Murphy Brown                      | "Pilot"                                                   | Diane English |               |
| The Wonder Years                  | "Coda"                                                    | Todd W. Lanen |               |
| The Wonder Years                  | "Our Miss White"                                          | Michael J. Weithorn |               |
| The Wonder Years                  | "Pottery Will Get You Nowhere"                            | Matthew Carlson |               |
| The Wonder Years                  | "Loosiers"                                                | David M. Stern |               |

### Década de 1990
| Ano                               | Série                                          | Episódio | Roteirista(s) |
| --------------------------------- | ---------------------------------------------- | --- | ------------- |
| 1990                              |                                                | |               |
| The Wonder Years                  | "Good-bye"                                     | Bob Brush |               |
| Murphy Brown                      | "Brown Like Me"                                | Diane English |               |
| The Famous Teddy Z                | "Pilot"                                        | Hugh Wilson |               |
| Cheers                            | "Death Takes a Holiday on Ice"                 | David Isaacs Ken Levine                                                                                                 |               |
| Newhart                           | "The Last Newhart"                             | Bob Bendetson Mark Egan Mark Solomon                                                                                    |               |
| 1991                              |                                                | |               |
| Murphy Brown                      | "Jingle Hell, Jingle Hell, Jingle All the Way" | Gary Dontzig Steven Peterman                                                                                            |               |
| Murphy Brown                      | "On Another Plane"                             | Diane English |               |
| Seinfeld                          | "The Pony Remark"                              | Larry David Jerry Seinfeld                                                                                              |               |
| Seinfeld                          | "The Deal"                                     | Larry David |               |
| The Days and Nights of Molly Dodd | "Here's a Little Touch of Harry in the Night"  | Jay Tarses |               |
| 1992                              |                                                | |               |
| Seinfeld                          | "The Fix-Up"                                   | Larry Charles Elaine Pope                                                                                               |               |
| Seinfeld                          | "The Parking Garage"                           | Larry David |               |
| Seinfeld                          | "The Tape"                                     | Larry David Don McEnery Bob Shaw                                                                                        |               |
| Murphy Brown                      | "Uh-Oh, Part II"                               | Diane English Korby Siamis                                                                                              |               |
| Roseanne                          | "A Bitter Pill to Swallow"                     | Jennifer Heath Amy Sherman-Palladino                                                                                    |               |
| 1993                              |                                                | |               |
| Seinfeld                          | "The Contest"                                  | Larry David |               |
| Dream On                          | "For Peter's Sake"                             | David Crane Marta Kauffman                                                                                              |               |
| Seinfeld                          | "The Outing"                                   | Larry Charles |               |
| The Larry Sanders Show            | "The Spider Episode"                           | Garry Shandling Rosie Shuster Paul Simms Peter Tolan                                                                    |               |
| The Larry Sanders Show            | "The Garden Weasel"                            | Dennis Klein Garry Shandling                                                                                            |               |
| 1994                              |                                                | |               |
| Frasier                           | "The Good Son"                                 | David Angell Peter Casey David Lee                                                                                      |               |
| The Larry Sanders Show            | "Larry's Agent"                                | Maya Forbes (roteiro) Victor Levin (história) Drake Sather (roteiro) Garry Sandling (roteiro) Paul Simms (roteiro)      |               |
| Seinfeld                          | "The Puffy Shirt"                              | Larry David |               |
| Seinfeld                          | "The Mango"                                    | Larry David (roteiro) Lawrence H. Levy (roteiro/história)                                                               |               |
| Frasier                           | "The Show Where Lilith Comes Back"             | David Isaacs Ken Levine                                                                                                 |               |
| 1995                              |                                                | |               |
| Frasier                           | "An Affair to Forget"                          | Anne Flett-Giordano Chuck Ranberg                                                                                       |               |
| Frasier                           | "The Matchmaker"                               | Joe Keenan |               |
| Frasier                           | "The One Where Underdog Gets Away"             | Jeff Greenstein Jeff Strauss                                                                                            |               |
| The Larry Sanders Show            | "Hank's Night in the Sun"                      | Peter Tolan |               |
| The Larry Sanders Show            | "The Mr. Sharon Stone Show"                    | Garry Shandling Peter Tolan                                                                                             |               |
| 1996                              |                                                | |               |
| Frasier                           | "Moon Dance"                                   | Jack Burditt Anne Flett-Giordano Rob Greenberg Joe Keenan Christopher Lloyd Londa Morris Chuck Ranberg Vic Rauseo       |               |
| Seinfeld                          | "The Soup Nazi"                                | Spike Feresten |               |
| The Larry Sanders Show            | "Hank's Sex Tape"                              | Jon Vitti |               |
| The Larry Sanders Show            | "Roseanne's Return"                            | Maya Forbes (roteiro) Steven Levitan (roteiro) Garry Sandling (história)                                                |               |
| The Larry Sanders Show            | "Arthur After Hours"                           | Peter Tolan |               |
| 1997                              |                                                | |               |
| Ellen                             | "The Puppy Episode"                            | Ellen DeGeneres (história) Mark Driscoll (roteiro) Tracy Newman (roteiro) Dava Savel (roteiro) Jonathan Stark (roteiro) |               |
| Seinfeld                          | "The Yada Yada"                                | Jill Franklyn Peter Mehlman                                                                                             |               |
| The Larry Sanders Show            | "My Name is Asher Kingsley"                    | Peter Tolan |               |
| The Larry Sanders Show            | "Everybody Loves Larry"                        | Jon Vitti |               |
| The Larry Sanders Show            | "Ellen, or Isn't She?"                         | Judd Apatow (roteiro/história) John Markus (roteiro/história) Garry Shandling (história)                                |               |
| 1998                              |                                                | |               |
| The Larry Sanders Show            | "Flip"                                         | Garry Shandling Peter Tolan                                                                                             |               |
| The Larry Sanders Show            | "Putting the 'Gay' Back in Litigation"         | Richard Day Alex Gregory Peter Huyck                                                                                    |               |
| Frasier                           | "The Ski Lodge"                                | Joe Keenan |               |
| Ally McBeal                       | "Theme of Life"                                | David E. Kelley |               |
| Ellen                             | "Emma"                                         | Lawrence Broch |               |
| 1999                              |                                                | |               |
| Frasier                           | "Merry Christmas, Mrs. Moskowitz"              | Jay Kogen |               |
| Friends                           | "The One Where Everybody Finds Out"            | Alexa Junge |               |
| Just Shoot Me!                    | "Slow Donnie"                                  | Steven Levitan |               |
| Ally McBeal                       | "Sideshow"                                     | David E. Kelley |               |
| Sports Night                      | "The Apology"                                  | Aaron Sorkin |               |

### Década de 2000
| Ano                                | Série                                  | Episódio | Roteirista(s) |
| ---------------------------------- | -------------------------------------- | --- | ------------- |
| 2000                               |                                        | |               |
| Malcolm in the Middle              | "Pilot"                                | Linwood Boomer |               |
| Frasier                            | "Something Borrowed, Someone Blue"     | Joe Keenan Christopher Lloyd |               |
| Freaks and Geeks                   | "Pilot"                                | Paul Feig |               |
| Everybody Loves Raymond            | "Bad Moon Rising"                      | Ray Romano Philip Rosenthal |               |
| Sex and the City                   | "Ex in the City"                       | Michael Patrick King |               |
| Sex and the City                   | "Evolution"                            | Cindy Chupack |               |
| 2001                               |                                        | |               |
| Malcolm in the Middle              | "Bowling"                              | Alex Reid |               |
| Will & Grace                       | "Lows in the Mid-Eighties"             | Jeff Greenstein |               |
| Ed                                 | "Pilot"                                | Jon Beckerman Rob Burnett |               |
| Freaks and Geeks                   | "Discos and Dragons"                   | Paul Feig |               |
| Sex and the City                   | "Easy Come, Easy Go"                   | Michael Patrick King |               |
| 2002                               |                                        | |               |
| The Bernie Mac Show                | "Pilot"                                | Larry Wilmore |               |
| Andy Richter Controls the Universe | "Pilot"                                | Victor Fresco |               |
| Sex and the City                   | "My Motherboard, My Self"              | Julie Rottenberg Elisa Zuritsky |               |
| Everybody Loves Raymond            | "Marie's Sculpture"                    | Jennifer Crittenden |               |
| Everybody Loves Raymond            | "The Angry Family"                     | Philip Rosenthal |               |
| 2003                               |                                        | |               |
| Everybody Loves Raymond            | "Baggage"                              | Tucker Cawley |               |
| Lucky                              | "Pilot"                                | Mark Cullen Robb Cullen |               |
| Everybody Loves Raymond            | "Counseling"                           | Mike Royce |               |
| The Bernie Mac Show                | "Goodbye Dolly"                        | Steve Tompkins |               |
| Sex and the City                   | "I Love a Charade"                     | Cindy Chupack Michael Patrick King |               |
| 2004                               |                                        | |               |
| Arrested Development               | "Pilot"                                | Mitchell Hurwitz |               |
| Frasier                            | "Goodnight, Seattle"                   | Joe Keenan Christopher Lloyd |               |
| Sex and the City                   | "An American Girl in Paris: Part Deux" | Michael Patrick King |               |
| Sex and the City                   | "The Ick Factor"                       | Julie Rottenberg Elisa Zuritsky |               |
| Scrubs                             | "My Screw Up"                          | Garreth Donavan Neil Goldman |               |
| 2005                               |                                        | |               |
| Arrested Development               | "Righteous Brothers"                   | Mitchell Hurwitz Jim Vallely |               |
| Arrested Development               | "Sad Sack"                             | Barbara Feldman |               |
| Arrested Development               | "Sword of Destiny"                     | Brad Copeland |               |
| Desperate Housewives               | "Pilot"                                | Marc Cherry |               |
| Everybody Loves Raymond            | "The Finale"                           | Tom Caltabiano Leslie Caveny Tucker Cawley Ray Romano Philip Rosenthal Mike Royce Lew Schneider Aaron Shure Steve Skrovan Jeremy Stevens |               |
| 2006                               |                                        | |               |
| My Name Is Earl                    | "Pilot"                                | Greg Garcia |               |
| Arrested Development               | "Development Arrested"                 | Ricahrd Day (história) Mitchell Hurwitz (história) Chuck Tatham (roteiro) Jim Vallely (roteiro)                                          |               |
| The Office                         | "Christmas Party"                      | Michael Schur |               |
| Entourage                          | "Exodus"                               | Doug Ellin |               |
| Extras                             | "Kate Winslet"                         | Ricky Gervais Stephen Merchant |               |
| 2007                               |                                        | |               |
| The Office                         | "Gay Witch Hunt"                       | Greg Daniels |               |
| 30 Rock                            | "Tracy Does Conan"                     | Tina Fey |               |
| 30 Rock                            | "Jack-Tor"                             | Robert Carlock |               |
| Extras                             | "Daniel Radcliffe"                     | Ricky Gervais Stephen Merchant |               |
| The Office                         | "The Negotiation"                      | Michael Schur |               |
| 2008                               |                                        | |               |
| 30 Rock                            | "Cooter"                               | Tina Fey |               |
| The Office                         | "Dinner Party"                         | Lee Eisenberg Gene Stupnitsky |               |
| 30 Rock                            | "Rosemary's Baby"                      | Jack Burditt |               |
| Flight of the Conchords            | "Yoko"                                 | James Bobin Jemaine Clement Bret McKenzie                                                                                                |               |
| Pushing Daisies                    | "Pie-lette"                            | Bryan Fuller |               |
| 2009                               |                                        | |               |
| 30 Rock                            | "Reunion"                              | Matt Hubbard |               |
| Flight of the Conchords            | "Prime Minister"                       | James Bobin Jemaine Clement Bret McKenzie                                                                                                |               |
| 30 Rock                            | "Apollo, Apollo"                       | Robert Carlock |               |
| 30 Rock                            | "Mamma Mia"                            | Ron Weiner |               |
| 30 Rock                            | "Kidney Now!"                          | Jack Burditt Robert Carlock |               |

### Década de 2010
| Ano                       | Série                                      | Episódio                                                                                     | Roteirista(s) |
| ------------------------- | ------------------------------------------ | -------------------------------------------------------------------------------------------- | ------------- |
| 2010                      |                                            |                                                                                              |               |
| Modern Family             | "Pilot"                                    | Steven Levitan Christopher Lloyd                                                             |               |
| The Office                | "Niagara"                                  | Greg Daniels Mindy Kaling                                                                    |               |
| Glee                      | "Pilot - Director's Cut"                   | Ian Brennan Brad Falchuk Ryan Murphy                                                         |               |
| 30 Rock                   | "Anna Howard Shaw Day"                     | Matt Hubbard                                                                                 |               |
| 30 Rock                   | "Lee Marvin vs. Derek Jeter                | Kay Cannon Tina Fey                                                                          |               |
| 2011                      |                                            |                                                                                              |               |
| Modern Family             | "Caught in the Act"                        | Steven Levitan Jeffrey Richman                                                               |               |
| Episodes                  | "Episode Seven"                            | David Crane Jeffrey Klarik                                                                   |               |
| The Office                | "Goodbye, Michael"                         | Greg Daniels                                                                                 |               |
| Louie                     | "Poker/Divorce"                            | Louis C.K.                                                                                   |               |
| 30 Rock                   | "Reaganing"                                | Matt Hubbard                                                                                 |               |
| 2012                      |                                            |                                                                                              |               |
| Louie                     | "Pregnant"                                 | Louis C.K.                                                                                   |               |
| Girls                     | "Pilot"                                    | Lena Dunham                                                                                  |               |
| Parks and Recreation      | "The Debate"                               | Amy Poehler                                                                                  |               |
| Parks and Recreation      | "Win, Lose, or Draw"                       | Michael Schur                                                                                |               |
| Community                 | "Remedial Chaos Theory"                    | Chris McKenna                                                                                |               |
| 2013                      |                                            |                                                                                              |               |
| 30 Rock                   | "Last Lunch"                               | Tina Fey Tracey Wigfield                                                                     |               |
| Episodes                  | "Episode Nine"                             | David Crane Jeffrey Klarik                                                                   |               |
| Louie                     | "Daddy's Girlfriend, Part I"               | Louis C.K. (roteiro/história) Pamela Adlon (história)                                        |               |
| 30 Rock                   | "Hogcock!"                                 | Jack Burditt Robert Carlock                                                                  |               |
| The Office                | "Finale"                                   | Greg Daniels                                                                                 |               |
| 2014                      |                                            |                                                                                              |               |
| Louie                     | "So Did the Fat Lady"                      | Louis C.K.                                                                                   |               |
| Episodes                  | "Episode Seven"                            | David Crane Jeffrey Klarik                                                                   |               |
| Orange Is the New Black   | "I Wasn't Ready"                           | Liz Friedman Jenji Kohan                                                                     |               |
| Silicon Valley            | "Optimal Tip-to-Tip Efficiency"            | Alec Berg                                                                                    |               |
| Veep                      | "Special Relationship"                     | Simon Blackwell (roteiro/história) Armando Iannucci (história) Tony Roche (roteiro/história) |               |
| 2015                      |                                            |                                                                                              |               |
| Veep                      | "Election Night"                           | Simon Blackwell (roteiro/história) Armando Iannucci (história) Tony Roche (roteiro/história) |               |
| Episodes                  | "Episode Nine"                             | David Crane Jeffrey Klarik                                                                   |               |
| The Last Man on Earth     | "Alive in Tucson"                          | Will Forte                                                                                   |               |
| Louie                     | Bobby's House                              | Louis C.K.                                                                                   |               |
| Silicon Valley            | "Two Days of the Condor"                   | Alec Berg                                                                                    |               |
| Transparent               | "Pilot"                                    | Jill Soloway                                                                                 |               |
| 2016                      |                                            |                                                                                              |               |
| Master of None            | "Parents"                                  | Aziz Ansari e Alan Yang                                                                      |               |
| Catastrophe               | "Episode 1"                                | Rob Delaney e Sharon Horgan                                                                  |               |
| Silicon Valley            | "Founder Friendly"                         | Dan O'Keefe                                                                                  |               |
| Silicon Valley            | "The Uptick"                               | Alec Berg                                                                                    |               |
| Veep                      | "Morning After"                            | David Mandel                                                                                 |               |
| Veep                      | "Mother"                                   | Alex Gregory e Peter Huyck                                                                   |               |
| 2017                      |                                            |                                                                                              |               |
| Master of None            | "Thanksgiving"                             | Aziz Ansari e Lena Waithe                                                                    |               |
| Silicon Valley            | "Success Failure"                          | Alec Berg                                                                                    |               |
| Atlanta                   | "B.A.N."                                   | Donald Glover                                                                                |               |
| Atlanta                   | "Streets on Lock"                          | Stephen Glover                                                                               |               |
| Veep                      | "Georgia"                                  | Billy Kimball                                                                                |               |
| Veep                      | "Groundbreaking"                           | David Mandel                                                                                 |               |
| 2018                      |                                            |                                                                                              |               |
| The Marvelous Mrs. Maisel | "Pilot"                                    | Amy Sherman-Palladino                                                                        |               |
| Silicon Valley            | "Fifty-One Percent"                        | Alec Berg                                                                                    |               |
| Atlanta                   | "Alligator Man"                            | Donald Glover                                                                                |               |
| Atlanta                   | "Barbershop"                               | Stefani Robinson                                                                             |               |
| Barry                     | "Chapter One: Make Your Mark"              | Alec Berg e Bill Hader                                                                       |               |
| Barry                     | "Chapter Seven: Loud, Fast and Keep Going" | Liz Sarnoff                                                                                  |               |
| 2019                      |                                            |                                                                                              |               |
| Fleabag                   | "Episódio 1"                               | Phoebe Waller-Bridge                                                                         |               |
| Veep                      | "Veep"                                     | David Mandel                                                                                 |               |
| Barry                     | "ronny/lily"                               | Alec Berg e Bill Hader                                                                       |               |
| The Good Place            | "Janet(s)"                                 | Josh Siegal e Dylan Morgan                                                                   |               |
| Russian Doll              | "Nothing in This World is Easy"            | Leslye Headland, Natasha Lyonne e Amy Poehler                                                |               |
| Russian Doll              | "A Warm Body"                              | Allison Silverman                                                                            |               |
| PEN15                     | "Anna Ishii-Peters"                        | Maya Erskine, Anna Konkle e Stacy Osei-Kuffour                                               |               |

### Década de 2020
| Ano                          | Série                                     | Episódio                                                | Roteirista(s) |
| ---------------------------- | ----------------------------------------- | ------------------------------------------------------- | ------------- |
| 2020                         |                                           |                                                         |               |
| Schitt's Creek               | "Happy Ending"                            | Dan Levy                                                |               |
| Schitt's Creek               | "The Presidential Suite"                  | David West Read                                         |               |
| The Good Place               | "Whenever You're Ready"                   | Michael Schur                                           |               |
| The Great                    | "The Great"                               | Tony McNamara                                           |               |
| What We Do in the Shadows    | "Collaboration"                           | Sam Johnson e Chris Marcil                              |               |
| What We Do in the Shadows    | "Ghosts"                                  | Paul Simms                                              |               |
| What We Do in the Shadows    | "On the Run"                              | Stefani Robinson                                        |               |
| 2021                         |                                           |                                                         |               |
| Hacks                        | "There Is No Line"                        | Lucia Aniello, Paul W. Downs e Jen Statsky              |               |
| Ted Lasso                    | "Make Rebecca Great Again"                | Joe Kelly, Brendan Hunt e Jason Sudeikis                |               |
| Ted Lasso                    | "Pilot"                                   | Jason Sudeikis, Bill Lawrence, Brendan Hunt e Joe Kelly |               |
| The Flight Attendant         | "In Case of Emergency"                    | Steve Yockey                                            |               |
| Girls5eva                    | "Pilot"                                   | Meredith Scardino                                       |               |
| PEN15                        | "Play"                                    | Maya Erskine                                            |               |
| 2022                         |                                           |                                                         |               |
| Abbott Elementary            | "Pilot"                                   | Quinta Brunson                                          |               |
| Barry                        | "710N"                                    | Duffy Boudreau                                          |               |
| Barry                        | "starting now"                            | Alec Berg e Bill Hader                                  |               |
| Hacks                        | "The One, The Only"                       | Lucia Aniello, Paul W. Downs e Jen Statsky              |               |
| Only Murders in the Building | "True Crime"                              | Steve Martin e John Hoffman                             |               |
| Ted Lasso                    | "No Weddings and a Funeral"               | Jane Becker                                             |               |
| What We Do in the Shadows    | "The Cassino"                             | Sarah Naftalis                                          |               |
| What We Do in the Shadows    | "The Wellness Center"                     | Stefani Robinson                                        |               |
| 2023                         |                                           |                                                         |               |
| The Bear                     | "System"                                  | Christopher Storer                                      |               |
| Jury Duty                    | "Ineffective Assistance"                  | Mekki Leeper                                            |               |
| Ted Lasso                    | "So Long, Farewell"                       | Brendan Hunt, Joe Kelly e Jason Sudeikis                |               |
| Barry                        | "wow"                                     | Bill Hader                                              |               |
| The Other Two                | "Cary & Brooke Go to an AIDS Play"        | Chris Kelly e Sarah Schneider                           |               |
| Only Murders in the Building | "I Know Who Did It"                       | John Hoffman, Matteo Borghese e Rob Turbovsky           |               |
| 2024                         |                                           |                                                         |               |
| Hacks                        | "Bulletproof"                             | Lucia Aniello, Paul W. Dows e Jen Statsky               |               |
| The Bear                     | "Fishes"                                  | Christopher Storer e Joanna Calo                        |               |
| Girls5eva                    | "Orleo"                                   | Meredith Scardino e Sam Means                           |               |
| What We Do in the Shadows    | "Pride Parade"                            | Jake Bender e Zach Dunn                                 |               |
| The Other Two                | "Brooke Hosts a Night of Undeniable Good" | Chris Kelly e Sarah Schneider                           |               |
| Abbott Elementary            | "Career Day"                              | Quinta Brunson                                          |               |